# یوگورسک سووتسکی
یوگورسک سووتسکی یک پایگاه هوایی نظامی واقع در یوگورسک در کشور روسیه است که توسط نیروی هوایی روسیه اداره می‌شود.